# Silvana Vargas
Silvana Eugenia Vargas Winstanley (1 de noviembre de 1971) es una socióloga peruana. Se desempeñó desde el 18 de noviembre de 2020 hasta el 28 de julio de 2021 en el cargo de ministra de Desarrollo e Inclusión Social del Perú en el Gobierno de Francisco Sagasti.

## Biografía
Estudió Sociología en la Pontificia Universidad Católica del Perú, en la cual obtuvo la licenciatura. Realizó un doctorado en Sociología Rural y Demografía por la Pennsylvania State University, de Estados Unidos.
Es investigadora certificada por el Consejo Nacional de Ciencia, Tecnología e Innovación Tecnológica y experta en ciencias sociales. Asimismo, ha sido directora de la maestría en sociología y directora de Responsabilidad Social de la Pontificia Universidad Católica del Perú (PUCP).
Se desempeñó como directora general de Políticas y Estrategias del Ministerio de Desarrollo e Inclusión Social.
También ha sido investigadora y consultora externa en monitoreo y evaluación para el área de Desarrollo Humano del Banco Mundial.

## Obras
En 2015 publicó Entre el discurso y la acción en coautoría con la exministra Carolina Trivelli.